# کشمیر آزاد

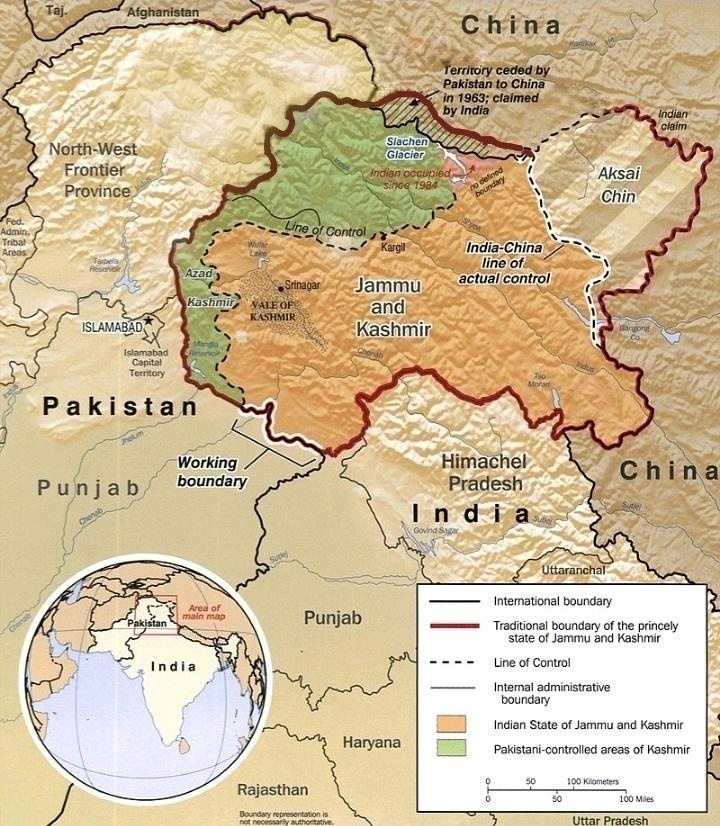
نقشه‌ای از منطقهٔ مورد مناقشه در کشمیر

کشمیر آزاد جنوبی‌ترین قسمت کشمیر است که تحت کنترل پاکستان می‌باشد. این منطقه از شرق هم‌مرز با ایالت هندی جامو و کشمیر، از غرب با منطقهٔ فدرالی خیبر-پختونخوا، از شمال با ایالت گلگت-بلتستان و از جنوب با ایالت پنجاب پاکستان است. پایتخت این منطقه مظفرآباد، مساحت آن ۱۳٬۲۹۷ کیلومتر مربع و جمعیت آن حدود ۴ میلیون نفر است.
کشمیر آزاد منطقه‌ای خودگردان است که توسط پاکستان اداره می‌شود و از نظر اقتصادی و اداری با پاکستان مرتبط است. کشمیر آزاد در دامنه‌های هیمالیا قرار دارد و از جنوب به رشته‌کوه پیر پنجال می‌رسد. از نظر زمین‌شناسی در منطقه فرورانش در شمالی‌ترین قسمت صفحهٔ زمین‌ساختی هند و استرالیا قرار دارد و این باعث شده تا منطقه‌ای بسیار لرزه‌خیز باشد به طوری‌که در سال ۲۰۰۵ زمین‌لرزهٔ پرقدرتی مظفرآباد و مناطق اطراف آن را ویران کرد.
کشمیر آزاد  در متن‌های رسمی سازمان ملل و برخی سازمان‌های بین‌المللی دیگر با نام کشمیر تحت کنترل پاکستان شناخته می‌شوند و در هند آن را کشمیر تحت اشغال پاکستان می‌نامند. منطقهٔ کشمیر در سال ۸–۱۹۴۷ جریان جنگ نخست کشمیر یا جنگ نخست هند و پاکستان از کنترل دولت سلطنتی راجایی حاکم بر آن خارج شده و میان هند و پاکستان تقسیم شد.
این منطقه تنوع قومی و زبانی بالایی دارد. قومیت‌های مختلفی از جمله گُجَرها، جَت‌ها، سوداها و راجپوت‌ها در این منطقه زندگی می‌کنند. زبان رسمی این ایالت اردو است اما گویشوران زبان‌های متعدد دیگری از جمله پهاری، گجری، دوگری، پوتوهاری، کشمیری، پشتو و پنجابی هم در این منطقه زندگی می‌کنند.

## مردم
مردم این منطقه کاملاً به زبان کشمیری با گویش خوار ،شینا و هندکو سخن می‌گویند زبان این منطقه بیشتر شینا هستند.

## شهرها
این فهرست شامل شهرهای کشمیر آزاد است:
- روالکوت
- باغ
- سکردو
- بهمبر
- وادی بناه
- کوتلی
- منگله
- میرپور
- مظفرآباد
- حویلی
- اتیان
- پندی بهاتیان

## نگارخانه

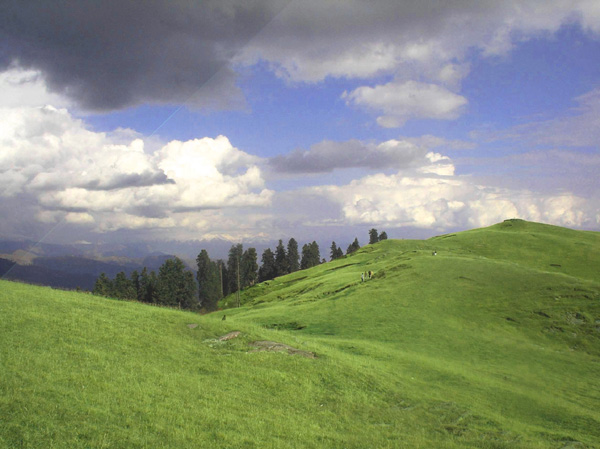